# Санто-Стефано-д’Авето
Санто-Стефано-д’Авето (итал. Santo Stefano d'Aveto) — коммуна в Италии, располагается в регионе Лигурия, в провинции Генуя.
Население составляет 1251 человек (2008), плотность населения составляет 23 чел./км². Занимает площадь 55 км². Почтовый индекс — 16049. Телефонный код — 0185.
Покровительницей коммуны почитается Пресвятая Богородица, празднование в первое воскресение после 16 августа.

## Демография
Динамика населения:

## Администрация коммуны
- Официальный сайт: http://www.comune.santostefanodaveto.ge.it